# 2091
Cette page concerne l'année 2091  du calendrier grégorien.
L'année 2091 est une année commune qui commence un lundi.
C'est la 2091e année de notre ère, la 91e année du IIIe millénaire et du XXIe siècle et la 2e année de la décennie 2090-2099.

## Autres calendriers
- Calendrier hébraïque : 5851 / 5852
- Calendrier indien : 2012 / 2013
- Calendrier musulman : 1511 / 1512
- Calendrier persan : 1469 / 1470

## Événements prévisibles
- Canada : au 31 décembre, déclassification du rapport de la Commission d'enquête sur le crime organisé (CECO) portant sur l'industrie du vêtement. L'enquête a été menée au tout début des années 1980[1].